# Ipomoea costellata
Ipomoea costellata är en vindeväxtart som beskrevs av John Torrey. Ipomoea costellata ingår i släktet praktvindor, och familjen vindeväxter. Utöver nominatformen finns också underarten I. c. edwardsensis.